# Gospodarka rabunkowa
Gospodarka rabunkowa – intensywne działanie gospodarcze, na skutek którego następuje wyrządzenie niepowetowanych szkód w zasobach naturalnych danego terytorium, a przy tym zmniejszeniu ulega użytkowa wartość gruntu, na którym się działa.